# 69a Brigada Mixta (Exèrcit Popular de la República)
La 69a Brigada Mixta va ser una unitat de l'Exèrcit Popular de la República que va participar en la Guerra Civil Espanyola, prenent part en algunes de les més importants batalles de la contesa: Brunete, Terol, Llevant o Peñarroya.

## Historial
La brigada va ser creada el desembre de 1936 a partir de diversos batallons d'ideologia comunista. Originalment la unitat es va denominar Brigada «B», i va quedar sota el comandament del major de milícies Gustavo Durán Martínez, un conegut compositor musical i pianista. Durant la guerra la 69a BM es va revelar com una unitat fiable.

### Front del Centre
La unitat va tenir el seu baptisme de foc en la Tercera batalla de la carretera de La Corunya: el 2 de gener de 1937, mentre la 69a BM cobria el front situat entre Villafranca del Castillo, Castillo de Villafranca i Romanillos, va rebre el gruix de l'ofensiva revoltada i va haver de retirar-se. El 13 de gener la brigada es trobava a l'avantguarda, situada en la tàpia de la Muntanya del Pardo, quan va ser enviada a Galapagar per a participar en una projectada ofensiva sobre Brunete que finalment no va tenir lloc. A la fi de gener va quedar enquadrada en la 8a Divisió del II Cos de l'Exèrcit. A més, va ser enviada a Alcalá de Henares per a rebre nou armament i equip, amb vista a participar en la batalla del Jarama com a reserva mòbil. El 23 de febrer va ser transferida a la Divisió "C" i va intervenir en diversos atacs contra el pujol del Pingarrón. Al final dels combats en el Jarama va quedar adscrita a la Divisió "B", que després es va canviar de nom com 35a Divisió.
Entre el 10 i el 14 d'abril va participar en un fallit atac sobre el Cerro Garabitas, en Marid. A la fi de maig els seus batallons es van concentrar a Hoyo de Manzanares, Colmenar Viejo, Guadalix de la Sierra i Chozas de la Sierra per, al costat de la XIV Brigada Internacional, prendre part en l'ofensiva de Segòvia. El matí del 30 de maig la 69a BM va sofrir moltes baixes en el seu primer atac, que es va realitzar de dia i sense les degudes precaucions. No obstant això, aquest mateix dia va començar l'assalt contra les posicions enemigues de Cabeza Grande, Matabueyes i La Cruz de la Gallega, aconseguint prendre algunes d'elles. No obstant això, quan es va produir el contraatac enemic a la 69a BM li va ser impossible mantenir el control d'aquestes posicions. Intentaria reconquerir-les amb el suport de la 3a Brigada Mixta, però sense èxit. Amb el final de l'ofensiva, el 6 de juny va tornar a les seves posicions de partida.
Al juny els soldats i oficials de la brigada van celebrar un partit de futbol propagandístic a Madrid.
Al juliol la 69a BM va participar en la batalla de Brunete cobrint un dels flancs de l'eix principal de l'ofensiva republicana, però no va prendre part en els combats principals de la batalla. Per a llavors la brigada havia quedat adscrita a la 47a Divisió de nova creació. Durán es va fer càrrec del comandament de la divisió, cedint el seu lloc al major de milícies Rodolfo Carretero Iranzo.

### Front d'Aragó
El desembre de 1937 va ser enviada al Front d'Aragó per a intervenir en la batalla de Terol. L'1 de gener de 1938 va aconseguir capturar l'estratègica posició de la Muela de Terol, encara que després de sofrir nombroses baixes. Després de la caiguda de la ciutat en mans republicanes, la brigada va quedar a càrrec de la defensa de la carretera de Terol a Sagunt.
Unes setmanes després, amb el començament de l'Ofensiva franquista a Aragó, la 69a BM va rebutjar els atacs del general Aranda al Maestrat. A partir del mes d'abril, després de la divisió en dues de la zona republicana, la brigada va participar en la Campanya del Llevant, fent front a les forces franquistes que avançaven cap a València.

### Últims mesos
El novembre de 1938 va ser enviada al capdavant d'Extremadura per a prendre part en l'ofensiva de Peñarroya, que anava a constituir l'última acció bèl·lica republicana de la Guerra civil. El 5 de gener de 1939, durant el primer dia de l'ofensiva, la brigada va protagonitzar un avanç espectacular, arribant fins a la zona de Valsequillo i La Granjuela, ocupant a més l'anomenat "Cerro Mulva". Tanmateix l'ofensiva republicana es va esgotar als pocs dies i la 69a BM va veure detinguts els seus avanços en aquesta zona. Després de forts combats, el 2 de febrer l'ofensiva republicana va donar per conclosa i la brigada va tornar al seu punt de partida.
Durant la revolta del Coronel Casado, la 69a BM es va mantenir fidel al govern republicà, i al costat d'altres brigades de les divisions 47a i 70a van aconseguir deposar el cap del XXII Cos de l'Exèrcit, el tinent coronel Juan Ibarrola Orueta. El cop de Casado finalment va triomfar, però les forces casadistas no van emprendre cap acció contra la 69a BM o altres unitats de tendència comunista. La unitat va desaparèixer amb el final de la contesa, a la fi de març.

## Comandaments
Comandants
- Major de milícies Gustavo Durán Martínez;
- Major de milícies Rodolfo Carretero Iranzo;

Comissaris
- Nicolás Yuste Serra, del PCE;[7]
- Sófocles Parra Salmerón;